# Datsun on-Do
El Datsun on-Do es un automóvil subcompacto fabricado específicamente para el mercado ruso bajo la marca Datsun de Nissan Motor Company. Es una versión rebautizada y rediseñada del Lada Granta desarrollado por AutoVAZ y también tiene su propio número de índice VAZ, 2195. El on-Do se lanzó en Rusia el 4 de abril de 2014, y AutoVAZ comenzó la fabricación en serie del automóvil el 14 de julio de 2014. La palabra "Do" está relacionada con una cultura tradicional japonesa que se puede traducir como "moverse", mientras que "on" indica un adjetivo o verbo. Cuando se agrega "Datsun", significa un deseo de abrir el acceso a la movilidad y la libertad de movimiento para todos.

## Descripción general
El on-Do es 77 mm más largo que el Lada Granta y tiene un frente y una parte trasera diferentes, similar a otros modelos Datsun. Su distancia entre ejes, altura y anchura no han cambiado.
El on-Do utiliza un motor de cuatro cilindros en línea de 1,6 litros que produce 87 cv. La potencia se transmite a las ruedas mediante una transmisión manual de cinco velocidades. Una caja de cambios automática Jatco de 4 velocidades está disponible desde 2016.

En cuanto a la transmisión del sedán, Datsun decidió no desarrollar una propia, sino utilizar la manual de cinco velocidades de VAZ, que ya está disponible. El fabricante afirma que, para el coche de tracción delantera Datsun on-DO, la caja de cambios doméstica se ha modernizado ligeramente para reducir las vibraciones y el ruido. La relación de transmisión del par principal de la caja mecánica de Datsun es de 3,7, al igual que en el Granta. El fabricante decidió no equipar los sedanes con transmisiones automáticas (AT). Sin embargo, el AT aparecería en el hatchback Datsun mi-DO.